# コヤ・アサラパイ
コヤ・アサラパイ（Coya Asarpay、? - 1533年）は、インカ帝国の王女で、兄弟のサパ・インカ・アタワルパ（在位1532年 - 1533年）と結婚したことにより、王妃となった女性。
アサラパイは、ワイナ・カパックの娘だった。彼女は古くからの慣習に従って、兄弟のインカと結婚した。 
彼女の夫は、スペイン人によって近親相姦と偶像崇拝で告発され、1533年に処刑された。この罪はアサラパイにも該当する。ペドロ・ピサロによると、アサラパイはフランシスコ・ピサロの命令で鉄環絞首刑に処された。 